# Viz.
缩写 viz. (或者无句点的 viz)是拉丁语 videlicet 的缩写，而 videlicet 本身是拉丁语短语 videre licet 的缩写，意思是“可以看到”。 它被用作“即”、“也就是说”、“也就是”、“即是”或“如下”的同义词。 它通常用于引入示例或更详细的细节来阐明某一观点。 例如: “all types of data viz. text, audio, video, pictures, graphics, can be transmitted through networking”意为“所有类型的数据，如文本、音频、视频、图片、图形等，都可以通过网络传输。”。

## 词源
Viz. 是副词 videlicet 的缩写。 它使用一种名为提洛尼亚的拉丁速记系统。 它由前两个字母“ vi”和后两个字母“ et”组成，使用了历史上写作的提洛尼亚写法的“7”的 Z 形 ，这是古罗马和中世纪欧洲拉丁语速记中“ et”的常见缩写。
1. ↑  According to E. Cobham Brewer (1810–1897), Brewer's Dictionary of Phrase and Fable, the same abbreviation mark was used for "habet" and "omnibus".

1. ↑  Oxford English Dictionary
2. ↑  The New Fowler's Modern English Usage (revised third edition, 1998), pp. 825, 828.
3. ↑  American Heritage Dictionary of the English Language (fourth edition, 2000), p. 1917
4. ↑  . dictionary.com.   [19 March 2015]. （原始内容存档于2015-04-02）.
5. ↑  Brewer, Ebenezer. . New York: Harper & Row. 1970: 1132.